# Aptiv
Aptiv (ehemals Delphi Automotive) ist ein Automobilzulieferer mit Sitz in Saint Helier und operativer Hauptzentrale in Dublin. Aptiv ist einer der weltweit führenden Zulieferer der Automobilindustrie mit Standorten auf der ganzen Welt. Gemessen am Umsatz des Jahres 2020 liegt das Unternehmen auf Platz 18 der weltweit größten Zulieferer.
Die Aktien des Unternehmens werden an der New York Stock Exchange gehandelt und sind im S&P 500 enthalten.

## Geschichte
General Motors fasste zwischen 1992 und 1994 seine Zulieferteileherstellung als Automotive Components Group zusammen und benannte diese 1995 in Delphi Automotive Systems um. Am 28. Mai 1999 wurde  der Geschäftsbereich als Delphi Corporation an der New Yorker Börse  unter dem Tickersymbol DPH gelistet, jeder General-Motors-Aktionär bekam für jeweils zwei General-Motors-Aktien eine Delphi-Aktie. Gleichzeitig fiel der General-Motors-Aktienkurs am 28. Mai 1999 um 8,50 Dollar.
Auf dem europäischen Markt übernahm Delphi im November 2003 die Grundig Car InterMedia System GmbH.

### Chapter 11
Am 8. Oktober 2005 beantragte das Unternehmen Gläubigerschutz nach Chapter 11, vergleichbar dem europäischen und deutschen Schutzschirmverfahren. Betroffen waren nur die US-amerikanischen Teile von Delphi, nicht jedoch die Geschäftssitze außerhalb der USA.
Laut einem am 31. März 2006 veröffentlichten Reorganisierungsplan konzentrierte sich Delphi auf sein Kerngeschäft und trennte sich von anderen Bereichen. Hierdurch wurden weltweit etwa 8.500 Arbeitsplätze abgebaut oder an interessierte Firmen weitergegeben. Durch diese Maßnahmen sollte das laufende Chapter-11-Verfahren im ersten Halbjahr 2007 beendet werden.
Wegen der Subprime-Krise der amerikanischen Kreditbanken wurde dieser Schritt zunächst auf das erste Quartal 2008 verschoben. Es dauerte jedoch bis zum 7. Oktober 2009, bis es vor dem New Yorker Gericht zu einer Einigung kam, um das Chapter-11-Verfahren zu verlassen. Ein zuvor im Juni 2009 geplanter Einstieg des Investors Platinum Equity wurde von den Gläubigern abgelehnt.

### Neue Inhaber
Im Rahmen der Sanierung gingen Teile der Firma zurück an den früheren Mutterkonzern General Motors. Der Rest der alten, nun deutlich kleineren Firma firmierte als DPH Holdings Corporation. Das Kerngeschäft des Automobilzulieferers Delphi kaufte eine Investorengruppe und formierte am 6. Oktober 2009 das neue britische Unternehmen Delphi Automotive.

### Spin-off / Aufspaltung der Geschäftsbereiche
Am 5. Dezember 2017 spaltete sich die Delphi Automotive PLC durch die Ausgründung der Powertrain-Sparte in zwei eigenständige Unternehmen auf:
- Delphi Technologies (Powertrain) mit den Bereichen E-Mobilität, Motorenbau und Softwarelösungen im Motorenbereich
- APTIV (Mobility) mit den verbliebenen Bereichen Fahrzeugelektronik, Vernetzung und autonomes Fahren.[6][7]

Im Mai 2018 verlegte Aptiv seine Hauptzentrale von Gillingham nach Dublin. Die Ausgründung Delphi Technologies wurde ihrerseits im Oktober 2020 von BorgWarner übernommen und auf Grund des Markenwerts von „Delphi“ als Submarke in den neuen Mutterkonzern integriert.

### Zukäufe / Neue Geschäftsfelder
Im Januar 2022 kaufte Aptiv Wind River Systems von der US-amerikanischen Investmentgesellschaft TPG Capital für 4,3 Milliarden US-Dollar. Im Februar 2022 wurde bekannt, dass Aptiv 200 Millionen Euro in das Start-up TTTech Auto investiert. Der Zulieferer arbeitet seit 2017 mit dem österreichischen Software-Unternehmen zusammen. Verschiedene Sicherheitsfunktionen im Steuergerät für Fahrerassistenzsysteme des Audi A8 (wird von Aptiv geliefert) nutzen Software-Bausteine von TTTech Auto.

## Aptiv Services Deutschland GmbH

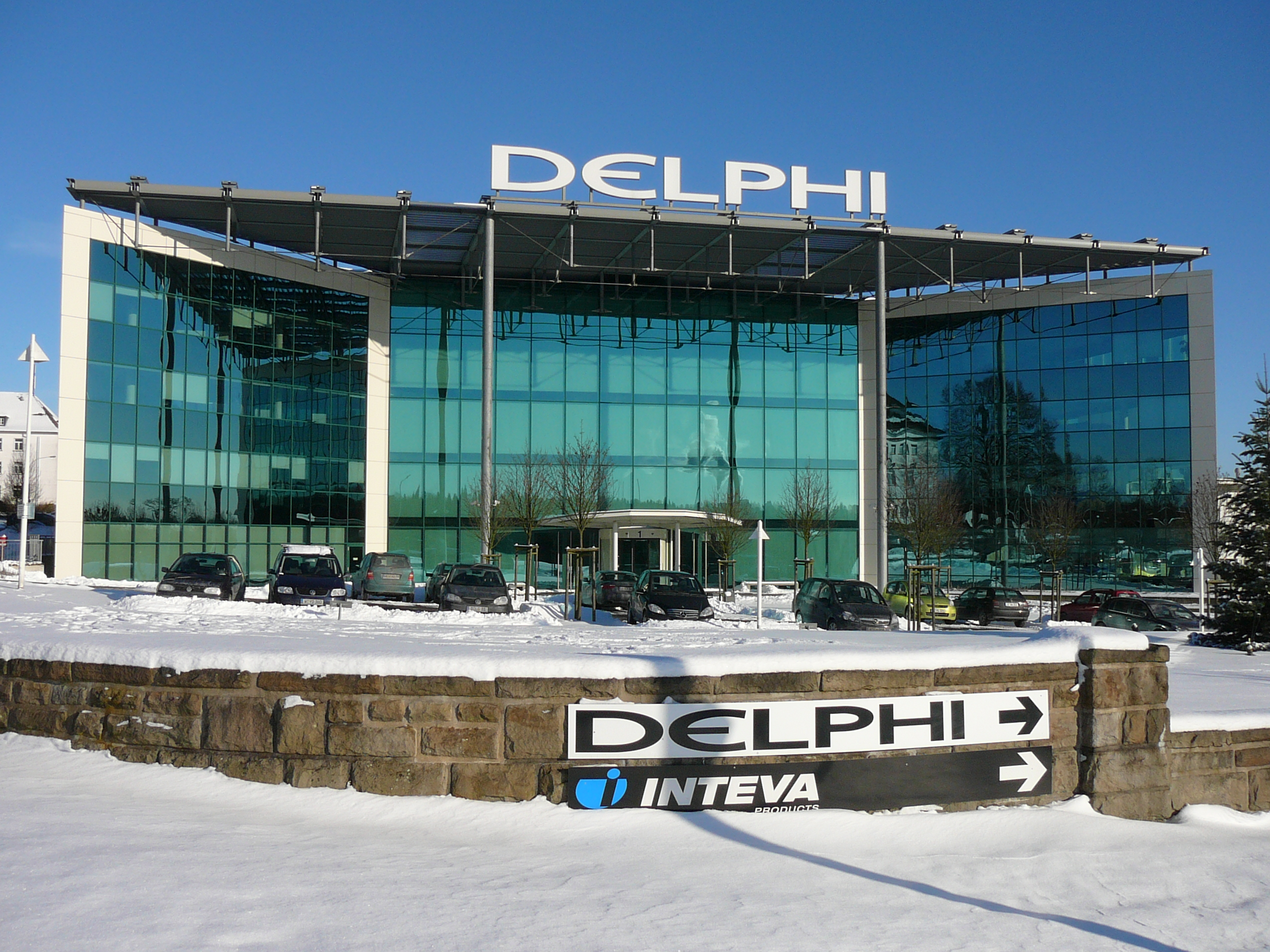
Die Deutschland-Zentrale im Wuppertaler Technologiepark

Die deutsche Niederlassung von Aptiv, einschließlich der deutschen Werke, wird seit der vollzogenen Aufspaltung unter der neuen Firmierung Aptiv Services Deutschland GmbH betrieben. Die Deutschlandzentrale hat ihren Sitz im Technologiepark im Süden von Wuppertal-Elberfeld (PLZ 42119) unter der Anschrift „Am Technologiepark 1“ (ehemals „Delphiplatz 1“), da gleichzeitig mit der Umfirmierung auch der Straßenname geändert wurde.
Die Aptiv Services Deutschland GmbH beschäftigt knapp 2900 Mitarbeiter, 700 davon in der Wuppertaler Zentrale. Der Anteil der GmbH am Umsatz des gesamten Unternehmens beträgt mit 1,2 Milliarden Euro knapp 7,5 %.

### Teststrecke für autonom fahrende Autos
Aptiv Services Deutschland (damals Delphi Deutschland) erhielt die Genehmigung, ab 1. Januar 2016 eine Teststrecke für autonom fahrende Autos auf öffentlichen Straßen in Wuppertal zu betreiben. Die Bezirksregierung hatte auf Antrag des Landes Nordrhein-Westfalen und der Stadt Wuppertal die Strecke genehmigt. Mit einem umgebauten PKW Typ Audi SQ 5 sollen die Tests beginnen, bei denen ein Ingenieur weiterhin hinter dem Steuer sitzt, um jederzeit ins Geschehen eingreifen zu können.
Die Strecke verläuft größtenteils auf der vierspurig ausgebauten Landesstraße 418, die auch am Standort des Unternehmens vorbeiführt. Nach Osten hin verläuft sie bis zum Lichtscheider Kreuz und führt von dort nach Norden in die Obere Lichtenplatzer Straße. Weiter geht es über die Müngstener Straße nach Westen bis zur Kreuzung mit der Oberbergischen Straße, von dort wieder nach Süden auf die Landesstraße 418. Diese setzt sich nach Westen fort und folgt dann der Straße Am Freudenberg nach Süden über die Jägerhofstraße in südwestlicher Richtung. Am Theishahner Kreuz wird in die Küllenhahner Straße eingebogen, kurz danach in die Theishahner Straße nach Süden. Dort geht der Streckenverlauf in östlicher Richtung wieder auf die Landesstraße 418 und endet bei Delphi Deutschland.

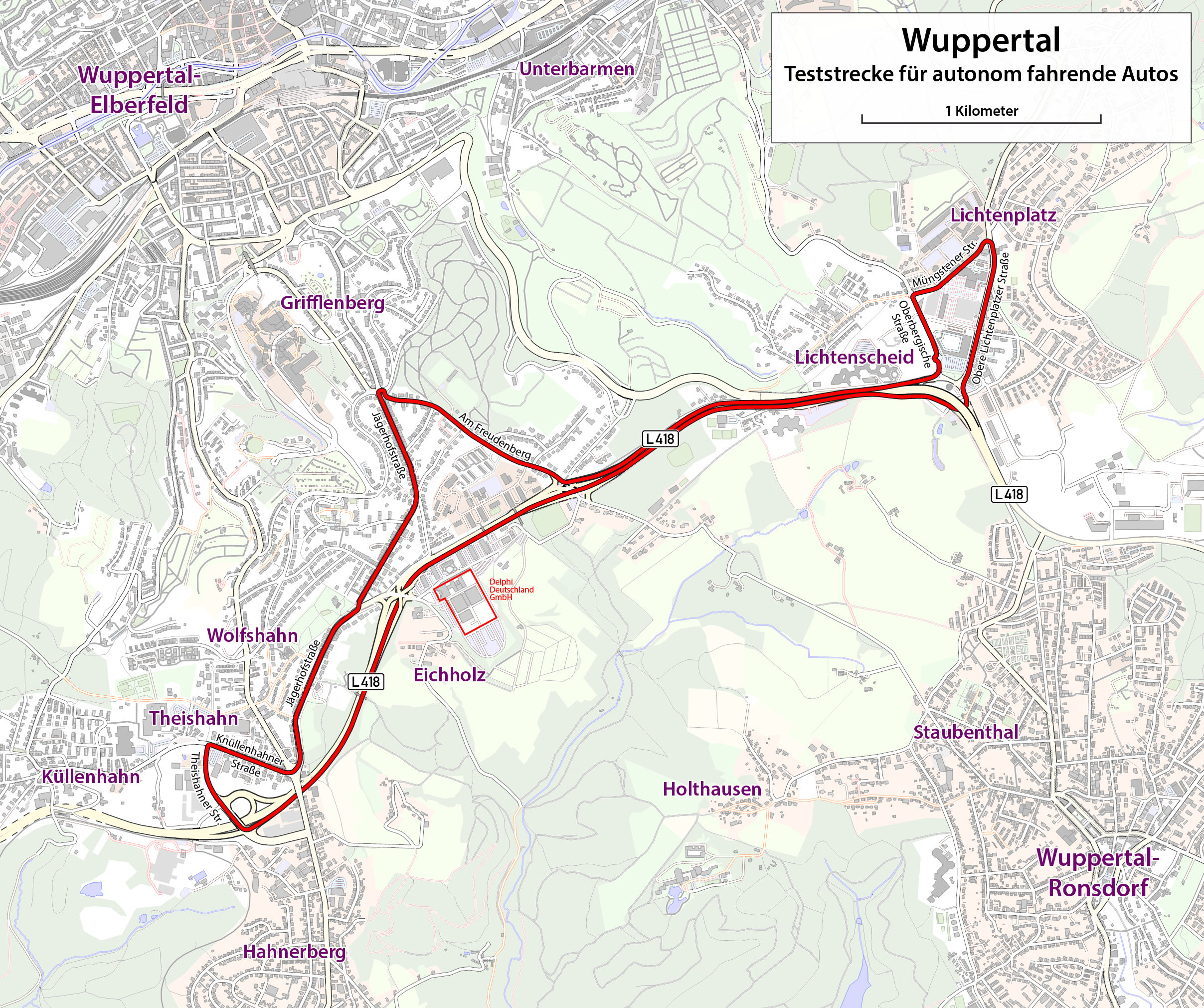
Teststrecke für autonom fahrende Autos